# Ramparts
Ramparts (wörtlich Bollwerk) war eine US-amerikanische illustrierte Politik- und Literaturzeitschrift, die von 1962 bis 1975 erschien und eng mit der Christian Left verbunden war. Sie wurde aufwändig in Hochglanz gedruckt und war grafisch anspruchsvoll, wie es sonst bei Werbeträgern des militärisch-industriellen Komplexes üblich ist.

## Geschichte

### Gründung und Entwicklung der Aufmachung
Im Juni 1962 gründete Edward Michael Keating Ramparts in Menlo Park, Kalifornien  als „Schaufenster für kreative Schriftsteller und als Forum für den reifen amerikanischen Katholiken“.
Das Magazin erklärte die Absicht, „Belletristik, Lyrik,  Kunst, Kritik und besondere Essays zu veröffentlichen, um die positiven Prinzipien der hellenistisch-christlichen Tradition, welche die letzten zweitausend Jahre und unsere nachhaltige Zivilisation geprägt hätten wiederzugeben um uns in einem säkularen, verwirrten, ängstlichen Zeitalter zu führen“. In den Anfangsjahren des Magazins wurden Texte von Thomas Merton und John Howard Griffin veröffentlicht, aber ein Kritiker beschrieb die Aufmachung mit der eines Gedichtjahrbuches einer Mädchenschule aus dem Mittleren Westen.
Von 1964 bis 1969 wurde das Magazin von Warren Hinckle verlegt, er gab ihm die Aufmachung von auflagenstarken Publikationen und ließ es als monatliches Nachrichtenmagazin in San Francisco erscheinen. Robert Scheer wurde Chefredakteur und Dugald Stermer wurde als Artdirector angestellt.

### Veröffentlichungen und politische Ausrichtung
Ramparts gehörte zu den frühen Gegnern des Vietnamkrieges. Im April 1966 berichtete die Titelgeschichte, dass die Michigan State University Vietnam Advisory Group, ein Programm für technische Hilfe in Südvietnam, eine verdeckte Operation der Central Intelligence Agency (CIA) war. Für die Berichterstattung wurde Ramparts 1966 der George Polk Award verliehen und Ziel des Auslandsdienstes von Lyndon B. Johnson. Im August 1966 berichtete der geschäftsführende Herausgeber James Colaianni als Erster in einem US-Medium vom Napalm-Einsatz durch die Streitkräfte der Vereinigten Staaten in Vietnam.
Ab 1966 suchte die CIA nach einer angeblichen Finanzierung der Zeitschrift und schrieb diese der sowjetischen Regierung zu.
In der Verantwortung von William Raborn wurde beim Ausforschen eines US-Presseorgans der National Security Act von 1947 missachtet. Auf dem Cover von Dezember 1967 wurde das Verbrennen der Wehrpässe (Draft-card burning) von vier Redakteuren abgebildet.
Ramparts grub als erste eine Theorie zur Verschwörung zum Attentat auf John F. Kennedy aus.
1968 veröffentlichte Ramparts in einer Sonderausgabe das bolivianische Tagebuch von Che Guevara mit einer Einführung von Fidel Castro.
Ramparts veröffentlichte das Gefängnistagebuch von Eldridge Cleaver, das in Buchform als Soul On Ice erschien. Nach seiner Entlassung aus dem Gefängnis wurde Cleaver ein angestellter Autor bei Ramparts.

### Entwicklung der Auflage und wirtschaftliche Probleme
Am Ende des Jahres 1966 betrug die Auflage des 14-täglichen Magazins knapp 100.000. 1968 hatte das Monatsmagazin im Abonnement- und Kioskverkauf eine Auflage von fast 250.000, was etwa der doppelten Auflage der Wochenzeitung The Nation entsprach (103.478). Trotz seiner beeindruckenden Auflage war Ramparts aufgrund der hohen Produktions- und Werbekosten nicht wirtschaftlich. 1967 brachte das Magazin ein Defizit von einer halben Million US-Dollar, was 1968 noch gesteigert wurde. Unter anderem war eine Vorort-Berichterstattung über die Democratic National Convention 1968 kostspielig. Es kam zum Konkurs und zur vorübergehenden Einstellung der Produktion.
Mit einem reduzierten Budget und einer kleineren Belegschaft wurde das Erscheinen bis 1975 fortgesetzt. Der Absatz als Abonnementzeitung sank. Das Magazin hatte vorübergehend ein 14-tägliches Erscheinen.
Im Juni 1972 druckte die Zeitschrift die Verdrahtungspläne für einen Pfeiftongenerator, ähnlich der Blue Box, worauf die Ausgabe beschlagnahmt wurde.

### Nach der Einstellung
Mehrere ehemalige Mitarbeiter gehörten zu den Gründern eigener Zeitschriften, zum Beispiel Mother Jones und Rolling Stone. Robert Scheer wurde ein gefragter Kolumnist in der Los Angeles Times und ist jetzt der Herausgeber der Website Truthdig und ein regelmäßiger Teilnehmer im National-Public-Radio-Programm Left, Right and Center. James Ridgeway ist leitender Korrespondent in Washington, D.C. von Mother Jones. James Colaianni blieb dem Thema Katholizismus treu, seine  Bücher befassten sich mit verheirateten Priestern und Nonnen. Zwei Redakteure, David Horowitz und Peter Collier, denunzierten den Liberalismus und übten sich an Kritik an der Linken. Brit Hume war kurzzeitig Washington-Korrespondent von Ramparts und kommentierte später bei Fox News Channel.